# Danio kyathit
Danio kyathit  — невеличка субтропічна прісноводна риба роду Danio родини данієвих, завдовжки до 4,5 см. Одна з популярних акваріумних риб.
Вперше даний вид описаний у 1998 році. Вид дуже подібний до більш відомого даніо-реріо. Наукова назва «kyathit» бірманською мовою означає «леопард».
Зустрічається у водоймах північної М'янми, у притоках Іраваді. Віддає перевагу дрібним струмкам з чистою водою. Живиться, в основному, комахами та їхніми личинками. Самки мають округліше червеце, блідіше забарвлення та трішки більші ніж самці. Особливо помітною ця різниця стає в шлюбний період. Забарвленням загалом нагадує даніо-реріо, причому виділяють два варіанти: з поздовжніми смугами або плямами. Відмінністю є помаранчеве забарвлення плавців.
Рибка мирна та зграйна. Тому їх можна утримувати у загальному акваріумі, бажано у кількості від 6-ти осіб. Поведінка в акваріумі аналогічна подібна до поведінки інших даніо, наприклад, даніо-реріо.

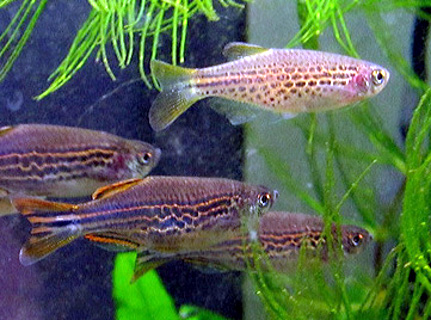
Зграйка даніо в акваріумі (присутні риби двох варіантів забарвлення)

Рекомендовані параметри води при утримуванні в акваріумі:
- Температура — 16—26 °C,
- Жорсткість — принципового значення не має,
- Кислотність — pH 6,5-7,5,
- потрібно забезпечити хорошу аерацію та фільтрацію води.